# Перер
Пере́р (фр. и окс. Péreyres) — коммуна во Франции, находится в регионе Овернь - рона -Альпы. Департамент коммуны — Ардеш. Входит в состав кантона Бюрзе. Округ коммуны — Ларжантьер.
Код INSEE коммуны — 07173.

## Население
Население коммуны на 2008 год составляло 53 человека.
| 1962 | 1968 | 1975 | 1982 | 1990 | 1999 | 2008 |
| ---- | ---- | ---- | ---- | ---- | ---- | ---- |
| 48   | 75   | 63   | 62   | 62   | 55   | 53   |

## Экономика
В 2007 году среди 28 человек в трудоспособном возрасте (15—64 лет) 16 были экономически активными, 12 — неактивными (показатель активности — 57,1 %, в 1999 году было 60,0 %). Из 16 активных работали 12 человек (5 мужчин и 7 женщин), безработных было 4 (3 мужчин и 1 женщина). Среди 12 неактивных 3 человека были учениками или студентами, 6 — пенсионерами, 3 были неактивными по другим причинам.

## Достопримечательности
- Водопад Ре-Пик[фр.]
- Ферма Пра-Пло, исторический памятник
- Церковь Сен-Режи

## Фотогалерея

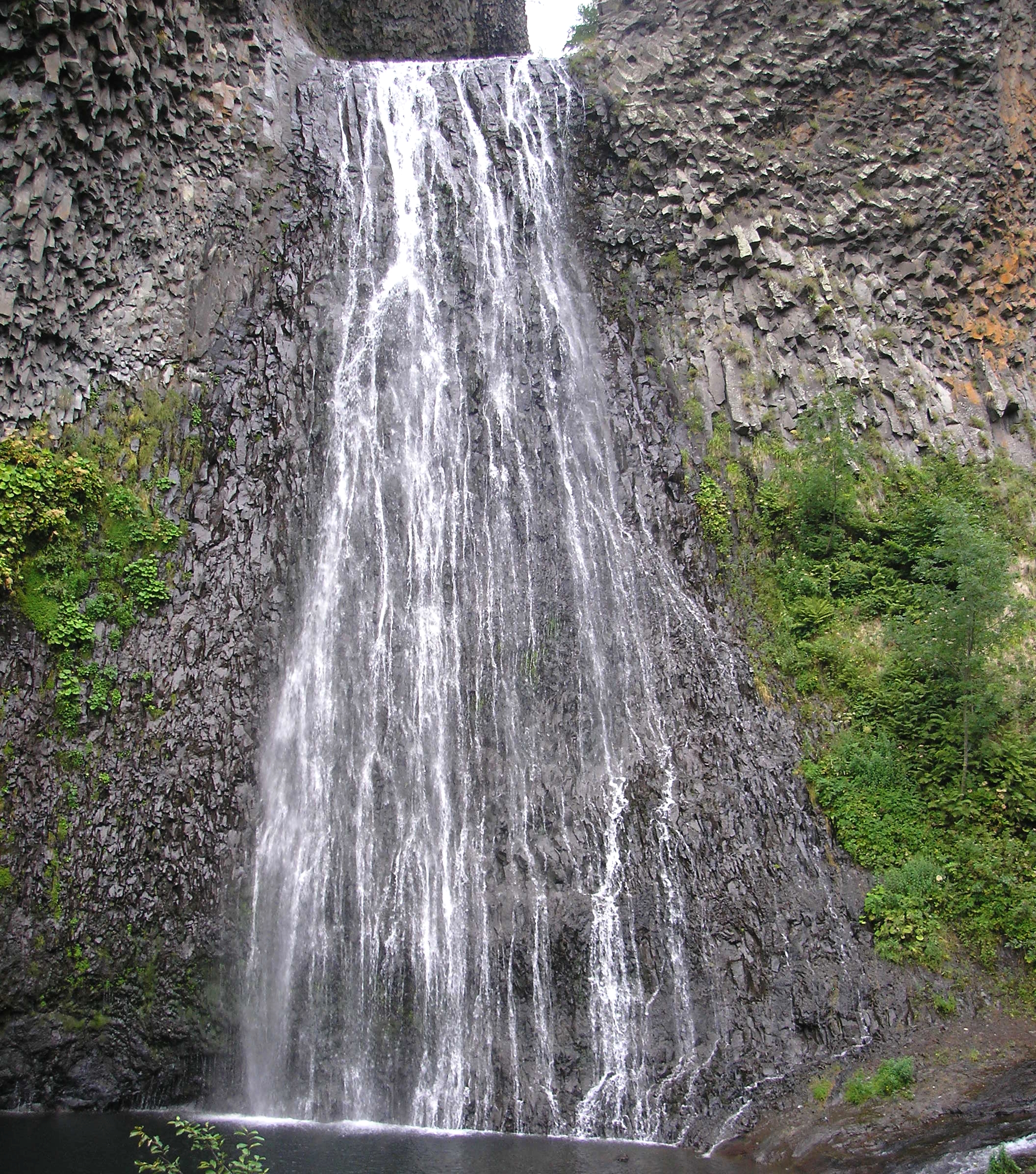
Водопад Ре-Пик
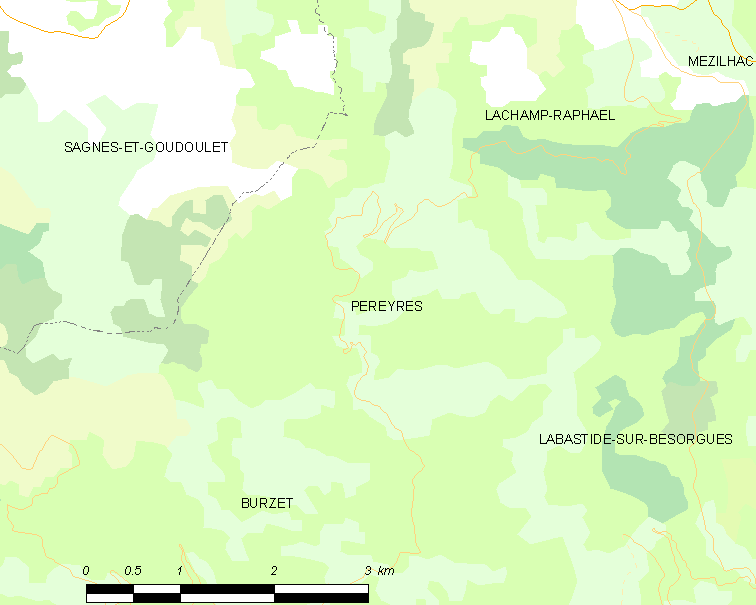
Карта коммуны